# Jean-Baptiste Harang
Pour les articles homonymes, voir Harang.
Jean-Baptiste Harang, né le 4 avril 1949 au « Riot », commune de Chaulgnes dans la Nièvre, est un écrivain et journaliste français.

## Biographie
Jean-Baptiste Harang a étudié à l'université de Nanterre. Il entre en 1978 comme journaliste à Libération avant d'y devenir critique littéraire de 1998 à 2007. Il travaille ensuite pour Le Magazine littéraire.
Il commence en 1993 une carrière d'écrivain avec son premier roman Le Contraire du coton et reçoit en 2006 le prix du Livre Inter pour La Chambre de la Stella, roman autobiographique dont l'intrigue se situe à Dun-le-Palestel (dans la Creuse), village d'origine de sa famille paternelle.

## Œuvres
- 1993 : Le Contraire du coton, éditions Grasset - prix de l'humour noir Xavier Forneret
- 1994 : Les Spaghettis d'Hitler, éd. Grasset
- 1996 : Gros Chagrin, éd. Grasset
- 1998 : Théodore disparaît, éd. Grasset
- 2004 : L’art est difficile, éditions Julliard
- 2006 : La Chambre de la Stella, éd. Grasset – prix du Livre Inter 2006
- 2008 : Prenez un coq : Trente-cinq façons de passer du coq à l'âne à lire au jour le jour, éditions Verdier
- 2009 : Olivier Estoppey : L'Homme des lisières : Du dessin à l'installation monumentale, avec Nicolas Raboud et Pierre Starobinski
- 2010 : Nos cœurs vaillants, éd. Grasset – prix du jury Jean-Giono 2010[2]
- 2013 : Bordeaux-Vintimille[3], éd. Grasset
- 2018 : Jours de Mai[4], éd. Verdier
- 2020 : Dénicheur d’oursons, éditions Grasset  (ISBN 978-2246822837)